# 追われし者の挽歌
『追われし者の挽歌』（おわれしもののばんか、朝鮮語: 그들도 우리처럼、英語: Black Republic）は、パク・クァンスが監督して1990年に制作された韓国映画。原題は「彼らも我らのように」という意味である。

## あらすじ
当局の追及を逃れ、小さな鉱山町で働く、若き学生運動家をめぐる社会ドラマ。

## キャスト
- ムン・ソングン - キム・キヨン
- パク・チュンフン - イ・ソンチョル
- シム・ヘジン（英語版） - ソン・ヨンスク
- ファンヘ（朝鮮語版） - シム
- パク・ギュチェ - イ・サジャン
- イ・イルウン（朝鮮語版） - チョン
- ヤン・ジンヨン（양진영）- テシク
- キム・ミンヒ（英語版） - ミスク
- キム・ギョンラン（朝鮮語版） - テキの母
- チョ・ジュミ（조주미）- スニの母

## 受賞
- 青龍映画賞（1990年）最優秀作品賞[2]
- シンガポール国際映画祭（1991年）最優秀アジア映画賞銀幕賞 (Silver Screen Award for Best Asian Feature Film)